# Sopránová flétna
Sopránová flétna je hudební dechový nástroj patřící do skupiny dřevěných hudebních nástrojů. Její rozsah je od c2 do g4, ale do not se zapisuje o oktávu níž (tedy od c1 do g3). Je snadné se na tento typ zobcové flétny naučit hrát, tudíž se využívá pro pedagogické i terapeutické účely. Mezi nejznámější značky které tuto flétnu vyrábí patří Yamaha, Moeck, Gewa, Mainel a další.

## Historie
První flétny se vyráběly již v pravěku ze dřeva, kostí, nebo keramiky. V historii se flétna objevila v mnoha kulturách (například domorodí lidé z Ameriky je vyráběli z bambusu). Sopránová flétna, jak ji známe dnes, se začala objevovat ve středověku. V této době se začaly vyrábět s dělicí fazetou na náústku. Nejoblíbenější byly v období renesance, kdy doprovázely zpěv, nebo různé melodické nástroje (jako loutna nebo příčná flétna). V pozdějších letech zájem o tento druh flétny upadl. Dnes už je zájem o flétnu opět velký.

## Stavba
- hlava – vrchní část flétny do které se fouká
- tělo – nejdelší prodloužení flétny ve kterém jsou otvory. Tělo je s spojeno hlavou kloubem.
- otvory – sopránová zobcová flétna má 8 otvorů (7 zepředu a 1 zezadu), díky otvorům můžeme zahrát správnou výšku tónů.

## Základní hmaty

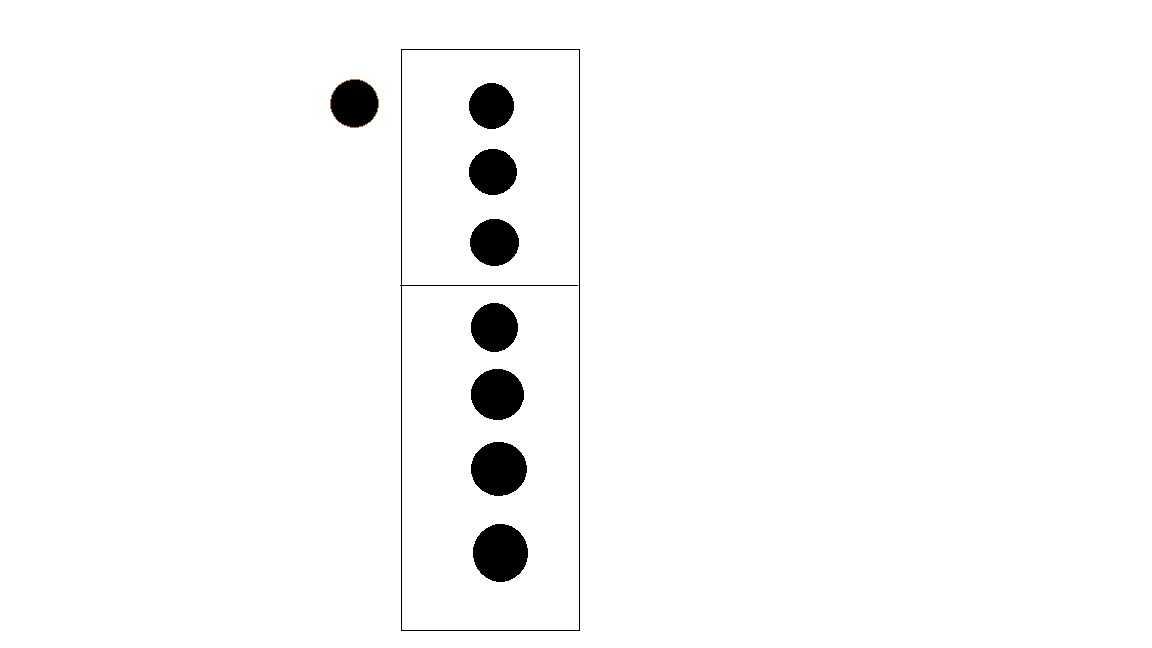
Hmat noty c1

c1 d1 e1 f1 g1 a1 h1 c2